# Hans Loew (Grafiker)

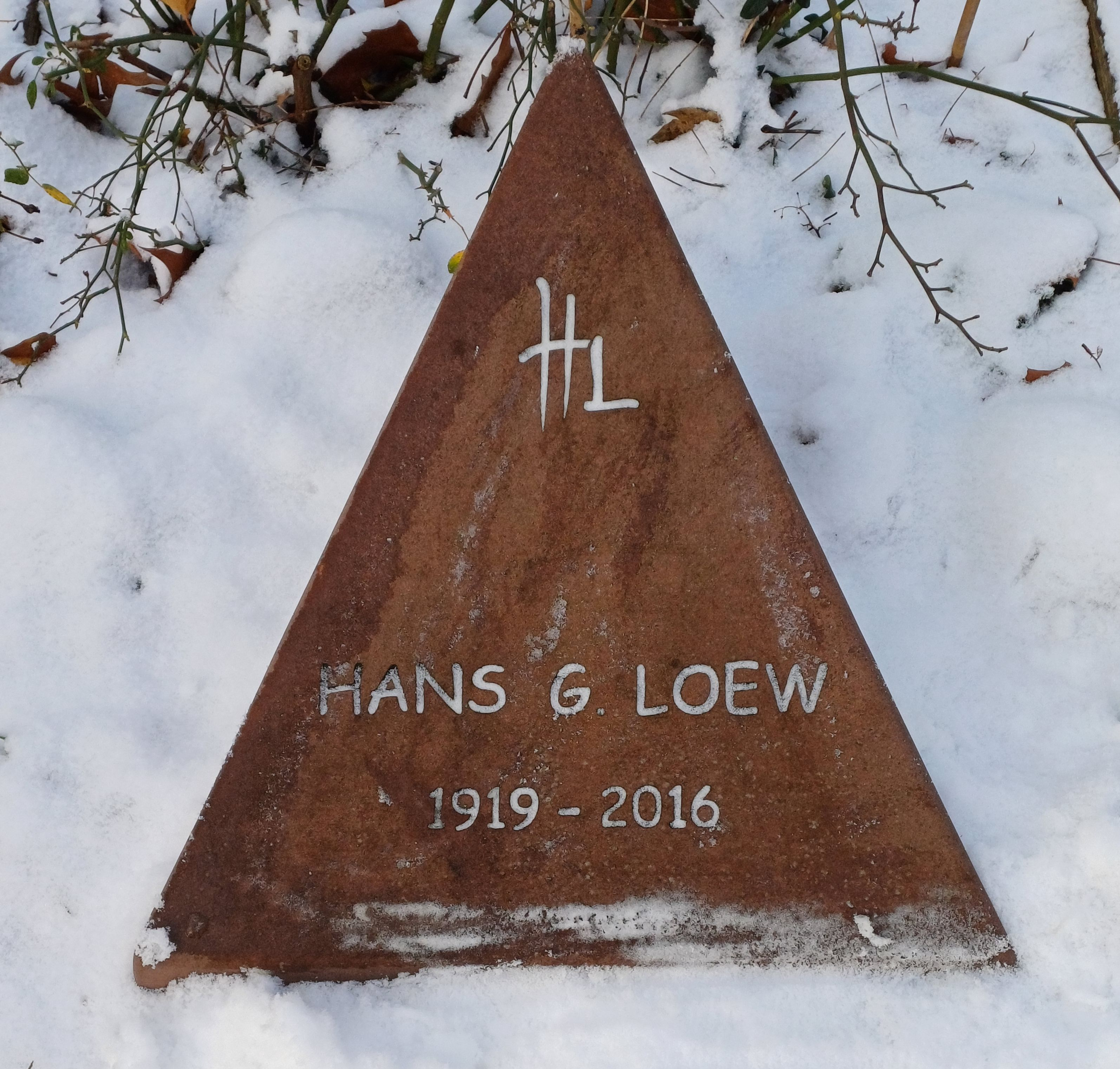
Grabstein von Hans G. Loew auf dem Hauptfriedhof Freiburg im Breisgau, Januar 2024

Hans Gabriel Loew (* 14. Juni 1919 in Klausenburg; † 27. Februar 2016 in Bad Krozingen) war ein rumäniendeutscher Kunstlehrer, Grafiker und Maler.

## Leben
Hans Loew wurde 1919 als Sohn des Farbengroßhändlers Rudolf Loew und dessen aus einer jüdischen Familie in Berlin stammenden Frau, Ilse Herzberg, Schwester des Grafikers und Karikaturisten Walter Herzberg, in der damals zu Ungarn gehörenden Stadt Klausenburg (ungar. Kolozsvár) in Siebenbürgen geboren. Nach dem Abitur, das Loew an einem Gymnasium in Klausenburg ablegte, folgte 1938/1939 ein etwa einjähriger Studienaufenthalt in Paris. Hans Loew besuchte Vorlesungen am Collège de France bei Paul Valéry und belegte Kurse an der École libre „Albert Simon“, die ihm und seiner Studentengruppe Besuche u. a. bei Georges Braque, Pablo Picasso und Henri Matisse ermöglichte.
Unter dem Eindruck der politischen Verhältnisse und des drohenden Krieges kehrte Hans Loew 1939 nach Klausenburg zurück, das 1920 durch den Friedensvertrag von Trianon an Rumänien gefallen war. Nachdem das rumänische Cluj und weite Teile des nördlichen Siebenbürgen durch den Zweiten Wiener Schiedsspruch erneut Ungarn angegliedert worden waren, wurde Hans Loew 1940 zur Ableistung seiner Wehrpflicht in die ungarische Armee eingezogen und nahm bis 1944 in einer Flakartillerie-Abteilung der ungarischen 2. Armee am Deutsch-Sowjetischen Krieg teil. Loews Kriegstrauma wurde durch den Umstand verstärkt, dass er, der in der Terminologie der NS-Rassenideologie als „Halbjude“ galt, bis zuletzt davon bedroht war, bei seinen ungarischen bzw. deutschen militärischen Vorgesetzten gemeldet und schließlich in den Verfolgungs- und Vernichtungsprozess gegen die ungarischen Juden einbezogen zu werden. Spätestens mit der deutschen Besetzung Ungarns 1944 hatten die Isolierungs- und Deportationsmaßnahmen auch in Loews Heimatstadt Klausenburg begonnen. Zu diesem Zeitpunkt waren bereits Loews Großmutter mütterlicherseits, Rose Herzberg, geb. Landsberg (1943), sein Onkel Walter Herzberg, dessen Frau Edith, geb. Wunderlich (beide 1943), und weitere Berliner Verwandte im KZ Theresienstadt und im KZ Auschwitz-Birkenau ermordet worden.
1945–1947 studierte Hans Loew Kunstgeschichte (Lehramt) in Klausenburg; Bekanntschaft mit dem Komponisten György Ligeti, der Loews Schwester Brigitte 1943 in Klausenburg kennengelernt hatte und von 1949 bis 1952 mit ihr verheiratet war. Loew blieb in seiner seit 1947 wieder zu Rumänien gehörenden Geburtsstadt und arbeitete als Kunstlehrer, Bibliothekar und Publizist, bevor er 1972 nach Freiburg im Breisgau übersiedelte und dort bis zu seiner Pensionierung 1983 als Kunstlehrer an einem Gymnasium arbeitete. Hans Loew starb am 27. Februar 2016 im Alter von 96 Jahren und wurde in Freiburg beigesetzt.

## Werk
Um 1980 begann Hans Loew, sich in ersten Serien von Linol- und Holzschnitten als freier Künstler zu profilieren. 1984 gehörte er zu den Gründungsmitgliedern im Kunstverein Gundelfingen, dem er einige Jahre vorstand. Anfänglich an Formen und Strukturen der Natur und Landschaft interessiert, widmete sich Loew in den Folgejahren zunächst der Illustration literarischer Texte, u. a. von Samuel Beckett und Thomas Bernhard. Seit 1991 entstand in einer intensiven grafischen Auseinandersetzung mit den mittelalterlichen, plastischen Apostel- und Propheten-Darstellungen der Ostchorschranke im Bamberger Dom Loews zentrale Werkserie „Ode an Bamberg“, insbesondere über die biblisch-menschliche Gestalt des Propheten Jona, die im Rahmen von Einzelausstellungen und Retrospektiven 1998 und 1999 vom Diözesanmuseum Bamberg und Regensburg und unter dem Titel „Prophet Jona“ 2002 in der Neuen Synagoge Freiburg bzw. „Jona-Zyklus und disputierende Propheten“ 2003 in der „CityKirche“, Wuppertal Elberfeld gezeigt wurde. Bei der Eröffnung der Wuppertaler Ausstellung sprach Hans Loew rückblickend über diese, seine künstlerisches Schaffen prägende Beschäftigung mit der biblischen Jona-Erzählung und der Jona-Skulptur unter den disputierenden Propheten im Bamberger Dom.
Nach Abschluss seiner druckgrafischen „Ode an Bamberg“ betätigte sich Loew verstärkt als Zeichner: mit Kugelschreiber und Tuschfeder entstanden u. a. Zeichnungen nach Texten von Marguerite Duras und Manfred Riedel. In einer letzten, von der Malerei Serge Poliakoffs inspirierten Werkphase widmete er sich nach 2007 der Farbe und erweiterte als Maler sein bisheriges, monochromes, von Schwarzdrucken geprägtes Werk um experimentelle Arbeiten mit Pastellölkreide.
Einen Großteil seines druckgrafischen Werkes hat Loew 1998/2008 dem Bamberger Diözesanmuseum überlassen. Zugleich war es sein Anliegen, den privat überlieferten Nachlass seines Onkels Walter Herzberg zu sichern, den er 2015 dem Jüdischen Museum Berlin vermachte, um die Lebensgeschichte der Familie Herzberg als Opfer des Holocaust nicht in Vergessenheit geraten zu lassen.
Im Sommer 2016 veranstalteten Freunde und Weggefährten des Künstlers in der „Galerie im Bonifatiusturm“, Röthenbach an der Pegnitz, die posthume Ausstellung „Hans Loew – Nachbild“; hierzu entstand auch der Katalog  „Hans Loew. Begegnungen“ mit Bildern und Texten als Hommage im Privatdruck.

## Werke (Auswahl)

### Druckgrafik
- Nach György Ligeti „Lontano“ – Zu György Ligetis Geburtstag, Linolschnitt 1979
- Naturelemente, Linolschnitte, 1980/81
- Nach Samuel Beckett: „Warten auf Godot“, Holzschnitte und Zeichnungen (Studien), 1986–1990
- Ode an Bamberg: Propheten, Jona, Holzschnitte und Zeichnungen (Studien) 1991–1998

### Zeichnungen
- Zu Thomas Bernhards Erzählung „Gehen“ und zum Bühnenstück „Einfach kompliziert“, 1994/95
- Nach Manfred Riedel: „Krug, Glas und frühe Begegnung. Zum Auftakt von Blochs Philosophie“, 1997
- Frau Welt und ihre Wächter, 1998
- Meditatives, 2000
- Nach Marguerite Duras: „Vize-Konsul“ und „Nathalie Granger“, 1998–2000

### Malerei
- Hab‘ Poliakoff gesehen I-X, Pastellölkreide, 2007